# 成都北站
成都北站，位于中国四川省成都市新都区，是成都铁路局管辖的一座铁路货运编组站。该站于2007年开通，是中国西南地区最大的铁路编组站和货运站，占地超过287,000平方米，有股道100余条，设计运输量近亿吨，日均作业量10,000辆左右。成都北环线、成花铁路、达成铁路均经过该站。